# Aarbergerhof (Biel)

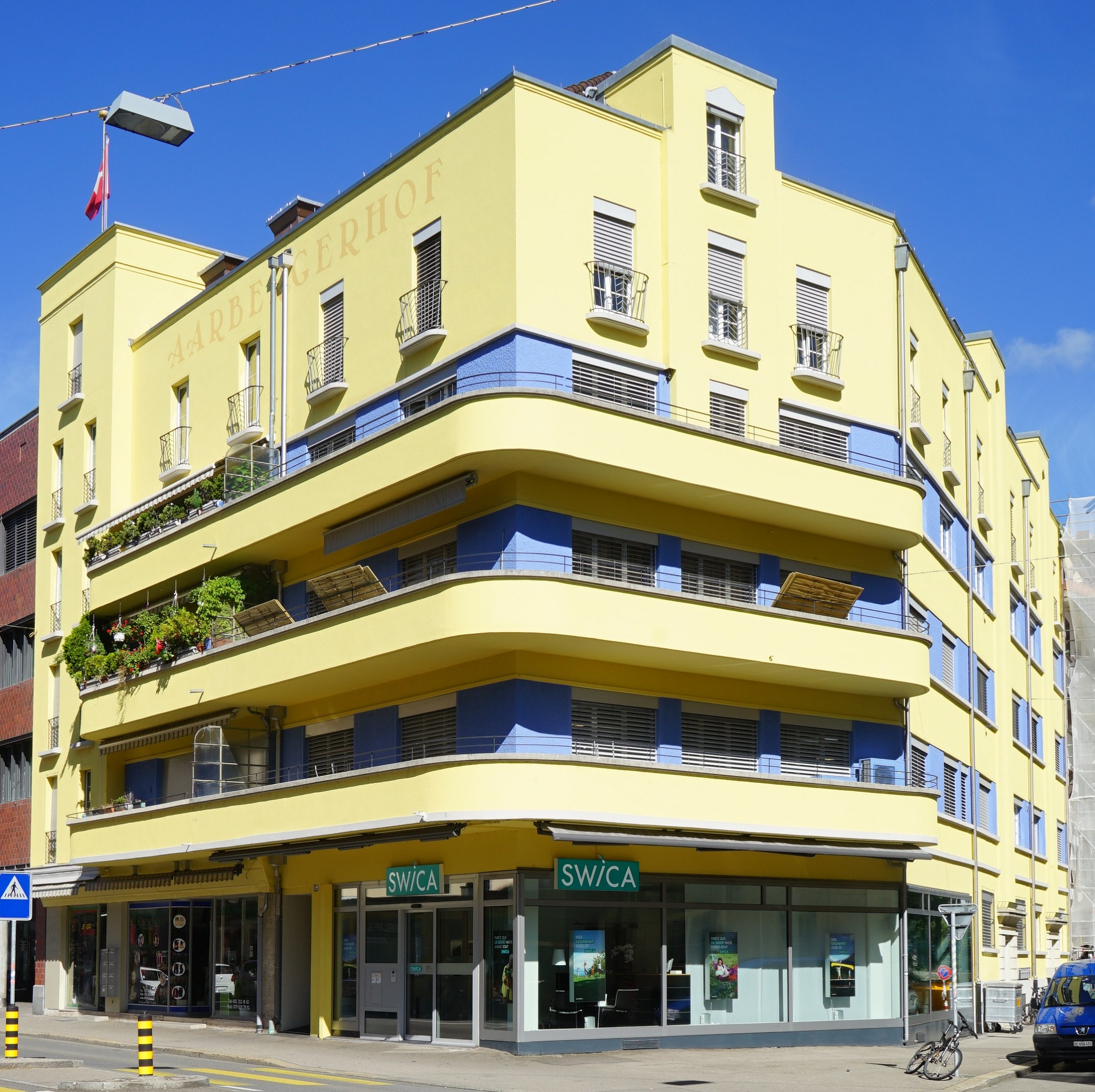
Aarbergerhof (2022)

Das Aarbergerhof ist ein Wohn- und Geschäftshaus in Biel (französisch Bienne) im Kanton Bern in der Schweiz. Es wurde 1929 errichtet und als Bauwerk der «Bieler Moderne» 2020 unter Denkmalschutz gestellt.

## Lage
Das Bauwerk befindet sich im Quartier Neustadt Süd (Nouvelle ville sud) südlich der Schüss. Es liegt am Rand der «Baugruppe T» (Bahnhofquartier) und liegt als Kopfbau an der Aarbergstrasse (Nummer «119–121») sowie Theodor-Kocher-Strasse («8–10»). Ebenfalls an der Aarbergstrasse liegen der Seitenflügel des «Volkshauses». Das Bahnhofquartier gilt mit einheitlich geplanten Strassenzügen in der Schweiz als «einzigartig».

## Geschichte
In den Jahren 1927 bis 1948 wurde das «Bahnhofquartier» nördlich des Bahnhofs geschlossen nach Bauvorschriften des Neuen Bauens errichtet. Der grossvolumige Kopfbau gilt als «bemerkenswert» und «interessanter Vertreter der Bieler Moderne». Neben Element der Moderne zeigt es auch «reizvollen Art-déco-Schmuck».
Das Gebäude wurde 2003 rechtswirksam im Bauinventar des Kantons als «schützenswert» verzeichnet und mit Vertrag vom 6. Februar 2020 geschützt. Kulturgüter-Objekte der «Kategorie C» wurden (Stand: Juli 2022) noch nicht veröffentlicht.

## Belege
1. 1 2 3 4  Denkmalpflege des Kantons Bern: Biel/Bienne, Aarbergstrasse 119. (PDF; 179 kB) In: Bauinventar des Kantons Bern. Kanton Bern, abgerufen am 12. August 2022.

Koordinaten: 47° 8′ 4,1″ N, 7° 14′ 33,1″ O; CH1903: 585123 / 220405